# Jean Baptiste Édouard Detaille
Jean Baptiste Édouard Detaille (* 5. Oktober 1848 in Paris; † 23. Dezember 1912 ebenda) war ein französischer Schlachtenmaler.

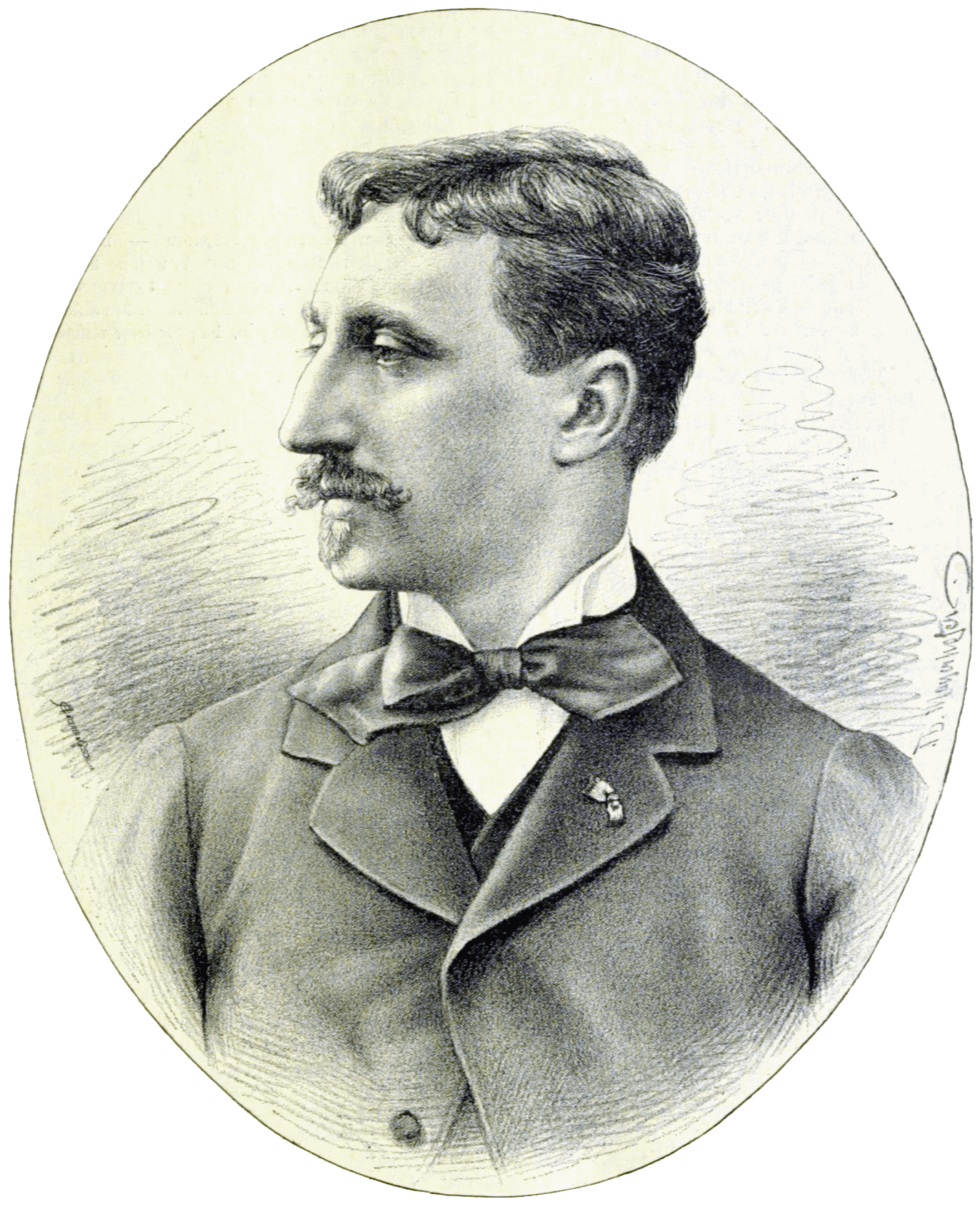
Édouard Detaille von Theodor Mayerhofer (Wiener Salonblatt, 1884)

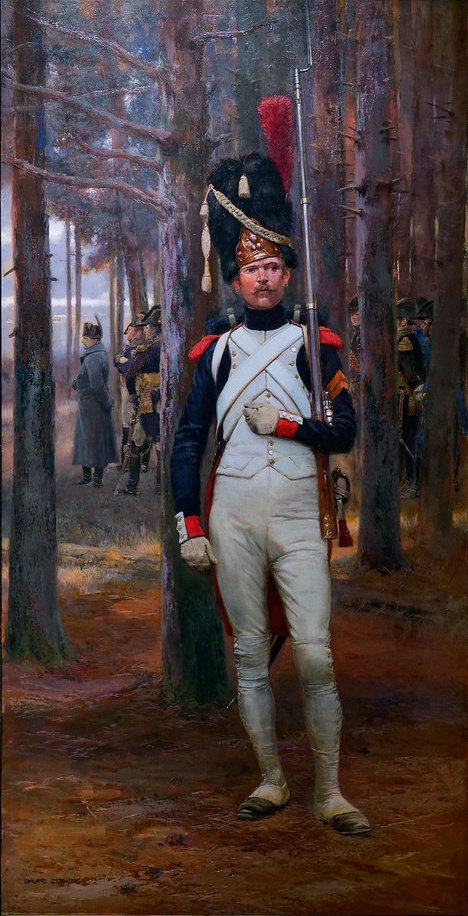
Édouard Detaille, Grenadier der Alten Garde, Öl auf Leinwand

## Leben
Schon in seiner Jugend war das familiäre Umfeld Detailles von Bezügen zum Militär der napoleonischen Ära geprägt. Sein Großvater diente unter Napoleon Bonaparte, seine Großtante war die Ehefrau des französischen Admirals Pierre de Villeneuve. Mit 17 Jahren trat Detaille in das Atelier Jean-Louis-Ernest Meissoniers ein und stellte 1867 sein erstes Bild, eine Ansicht des Ateliers seines Meisters, aus.
Schon im nächsten Jahr vollendete er mit Die Rast der Trommler sein erstes Bild aus dem militärischen Genre. Die Motive für seine Bilder entsprachen Detailles Vorliebe für Soldaten und Pferde, Erfolge feierte er aber ebenso mit seinen lebendig gezeichneten Kostümbildern aus der Revolutionszeit (Eckplatz eines Cafés, Die Incroyables). Als 1870 der Deutsch-Französische Krieg ausbrach (an dem Detaille anfangs teilnahm), war seine Kunst fortan der Verherrlichung der Tapferkeit und des Edelmuts seiner Landsleute gewidmet, und da er die glückliche Wahl der Motive mit einer großen Lebendigkeit der Darstellung zu verbinden wusste, errangen seine Kriegsbilder eine ausgedehnte Popularität.
Detaille war auch ein ausgezeichneter Aquarellmaler und veröffentlichte 1885 zusammen mit Jules Richard eine zweibändige illustrierte Geschichte der französischen Armee (L'armée française).
Er war Offizier des Ordens der französischen Ehrenlegion und seit 1892 Mitglied der Académie des Beaux-Arts.

## Werke (Auswahl)
Gemälde
- Die Sieger (1872)
- Plündernde Preußen vor Paris (1874)
- Die Kürassiere von Maursbronn (1874)
- Das Regiment auf dem Boulevard (1875)
- Die Rekognoszierung (1876)
- Gruß den Verwundeten (1877)
- Die Verteilung der Fahnen an die Armee (1881)
- Panorama der Schlacht von Champigny (1882), zusammen mit Alphonse de Neuville

Darstellende Literatur
- Edouard Detaille (Bilder), Jules Richard (Texte): L'armee française. Types et uniformes, Paris 1885
  - 1. – État-Majors. Ecoles, Infanterie, Cavalerie
  - 2. – Armee Spécial. Corps indigènes, corps auxiliaires, Marine